# Kees van Dijk
Cornelis Pieter (Kees) van Dijk (Rotterdam, 25 juli 1931 – aldaar, 29 december 2008) was een Nederlands politicus.

## Loopbaan
Van Dijk kwam van orthodox-gereformeerde huize en was lid van de CHU. Voordat hij aan zijn politieke carrière begon werkte hij, eind jaren vijftig, als econoom onder andere in het bankwezen van Zuid-Afrika. In die tijd, maar ook later, deed hij uitspraken in het voordeel van het apartheidsregime aldaar; een standpunt dat niet ongewoon was in zijn partij. In de jaren zestig was hij werkzaam als bestuursambtenaar in het toenmalige Nederlands-Nieuw-Guinea, docent bij de Binnenlandse Veiligheidsdienst en medewerker van de OESO en Wereldbank.
Vanaf 1974 vervulde hij bijna onafgebroken allerlei politieke functies. Begonnen als gemeenteraadslid van Rotterdam werd hij in 1977 lid van de Tweede Kamer voor het CDA. Dit ambt verruilde hij in 1981 voor dat van minister voor Ontwikkelingssamenwerking in de kabinetten Van Agt II en Van Agt III om in 1982 weer in de Kamer terug te keren. Van 1986 tot 1989 was hij opnieuw minister, ditmaal van Binnenlandse Zaken in het kabinet-Lubbers II. Na twee jaar ambteloos te zijn geweest kwam hij in 1991 in de Eerste Kamer, die hij in 1999 verliet.
Van Dijk verwierf bekendheid als voorzitter van de parlementaire enquêtecommissie naar de ondergang van Rijn-Schelde Verolme uit 1983 en 1984. In 1999 leidde hij ook het onderzoek naar de Ceteco-affaire in de provincie Zuid-Holland.
Van Dijk overleed in 2008 op 77-jarige leeftijd in zijn woonplaats Rotterdam.
- Biografisch Portaal: 14143581
- International Standard Name Identifier: 0000 0000 7903 2910
- Library of Congress Control Number: n84169369
- Nederlandse Thesaurus van Auteursnamen: 06936768X
- Parlement.com: vg09llhzjoz1
- Trove: 1084330
- Virtual International Authority File: 53097055
- WorldCat: E39PBJdcBdxhrG9FkKWjpGmTpP